# 5,75 мм Велодог короткий
5,75 мм Велодог короткий — унитарный фланцевый патрон, созданный для использования в револьверах «Велодог» преимущественно испанского производства, имевших укороченный барабан. Выпускался на европейских предприятиях, но не получил широкого распространения.

## Другие названия
Встречается под следующими названиями: 5,75-mm Velo-Dog short; 5,75-mm Velo Dog kurz; 5,5-mm Velo Dog short; 5,7-mm Velo Mith; .22 Francotte Automatic Carbine; 5,6 x 17,55 Francotte; 5,6 x 18 R Francotte; 5,7 x 18,25 R Francotte; 5,7 x 18,5 R; 5,71 x 18,25 R Francotte; 5,75 x 17,5 R Francotte; 6 mm Francotte; 6 x 18 R Francotte.